# Thibouville
Thibouville – miejscowość i gmina we Francji, w regionie Normandia, w departamencie Eure.
Według danych na rok 1990 gminę zamieszkiwały 232 osoby, a gęstość zaludnienia wynosiła 26 osób/km² (wśród 1421 gmin Górnej Normandii Thibouville plasuje się na 673. miejscu pod względem liczby ludności, natomiast pod względem powierzchni na miejscu 409.).